# Lisa Larsen
Lisa Larsen (née le 25 décembre 1990) est une fondeuse suédoise active depuis 2003.

## Carrière
Active depuis la saison 2006-2007, elle a débuté en Coupe du monde en mars 2009 à Lahti et obtient son premier podium en novembre 2012 à Gällivare lors d'un relais. 

## Palmarès

### Coupe du monde
- Meilleur classement général : 74e en 2013.
- Meilleure performance dans une épreuve individuelle : 7e à Gällivare en novembre 2012.
- 1 podium par équipes : 1 deuxième place.

### Championnats du monde juniors
- 3 médailles d'argent : sur le 5 km en 2009 et sur le relais en 2008 et 2009.
- 2 médailles de bronze : sur le 10 km en 2008 et sur le relais en 2010.